# Costinha (football, 1974)
Pour les articles homonymes, voir Costinha.
Francisco José Rodrigues da Costa dit Costinha, né le 1er décembre 1974 à Lisbonne, est un ancien footballeur international portugais et aujourd'hui entraîneur.

## Biographie

### En club
Milieu défensif, il est recruté en 1997 par le champion de France en titre, l'AS Monaco alors qu'il joue en troisième division au CD Nacional. Jouant peu au début, il s'impose au fil du temps pour devenir titulaire lors de la saison 1999-2000, qui voit le club monégasque être sacré champion de France. Entretemps, il débute en sélection, le 14 octobre 1998, contre la Roumanie. En 2001, il signe au FC Porto et connaît la consécration avec José Mourinho comme entraîneur en remportant de nombreux titres prestigieux, avec notamment la Ligue des Champions en 2004.
Le 24 février 2010, il résilie son contrat avec son club d'Atalanta Bergame et met un terme à sa carrière de joueur professionnel. Le lendemain, il est nommé directeur sportif du Sporting CP en remplacement de Ricardo Sá Pinto.

### En sélection
Convoqué pour participer à l'Euro 2000, il s'illustre en marquant un but face à la Roumanie lors du deuxième match de poules.

### Directeur sportif
Le 9 février 2011, il est licencié du club en raison de ses déclarations controversées sur la chaine SportTV, critiquant notamment la vente de Liedson et la remise en question de son rôle au sein des Lions depuis l'arrivée de José Couceiro en décembre 2010.
En juin 2011, il est nommé par Majid Pishyar directeur sportif du Servette FC. Recruté pour apporter de la discipline à un effectif solidaire de son entraîneur, João Alves, les tensions deviennent vives et le technicien est démissionne[Quoi ?] en novembre et est remplacé par João Carlos Pereira.
Le 24 avril 2012, il doit quitter son poste à la suite de la décision du nouveau président du Servette FC, Hugues Quennec. Son licenciement est effectif en date du 31 mai 2011, il le conteste « arguant que son contrat allait jusqu'en juin 2013 ».

### Entraîneur
En février 2013, il devient l'entraîneur du Sport Clube Beira-Mar en remplacement d'Ulisses Morais. Le 22 mai, Beira-Mar est officiellement relégué en Segunda Liga et il annonce son départ du club.
En juin 2013, il s'engage pour l'équipe de Paços de Ferreira, alors que le club s'apprête à jouer pour la première fois de son histoire la Ligue des champions (défaites 1-4 et 2-4 contre le Zénith Saint-Pétersbourg). Il est engagé avec son ami, Maniche, comme assistant. Il est licencié seulement 4 mois après pour insuffisance de résultats après la défaite de son équipe 1-3 face au Vitoria Guimaraes.

## Palmarès

### En club
- Vainqueur de la Coupe Intercontinentale en 2004  avec le FC Porto
- Vainqueur de la Ligue des Champions en 2004  avec le FC Porto
- Vainqueur de la Coupe de l'UEFA en 2003 avec le FC Porto
- Champion de France en 2000 avec l'AS Monaco
- Vainqueur du Trophée des Champions en 1997 avec l'AS Monaco
- Champion du Portugal en 2003 et 2004 avec le FC Porto
- Finaliste de la Supercoupe d'Europe en 2003 et en 2004 avec le FC Porto
- Finaliste de la Coupe de la Ligue en 2001 avec l'AS Monaco

### En équipe du Portugal
- 53 sélections et 2 buts entre 1998 et 2006
- Participation à la Coupe du Monde en 2006 (4e)
- Participation au Championnat d'Europe des Nations en 2000 (Demi-Finaliste) et en 2004 (Finaliste)

### Buts en Sélection
| Buts en sélection de Costinha | Buts en sélection de Costinha | Buts en sélection de Costinha | Buts en sélection de Costinha | Buts en sélection de Costinha | Buts en sélection de Costinha | Buts en sélection de Costinha |
| #                             | Date                          | Lieu                          | Adversaire                    | Score                         | Résultats                     | Compétitions                  |
| ----------------------------- | ----------------------------- | ----------------------------- | ----------------------------- | ----------------------------- | ----------------------------- | ----------------------------- |
| 1                             | 17 juin 2000                  | GelreDome, Arnhem             | Roumanie                      | 1-0                           | 1-0                           | Euro 2000                     |
| 2                             | 7 septembre 2002              | Villa Park, Birmingham        | Angleterre                    | 1-1                           | 1-1                           | Match amical                  |